# Neuglägerkopf
De Neuglägerkopf is een berg in de deelstaat Beieren, Duitsland. De berg heeft een hoogte van 1491 meter.
De Neuglägerkopf is onderdeel van het Estergebergte, dat weer deel uitmaakt van de Bayerische Voralpen.